# José Antonio Cabrera Sánchez
José Antonio Cabrera Sánchez (Huércal-Overa, 1924 - Granollers, 15 de novembre de 2009) fou un antic jugador català d'handbol a onze i handbol a set.
Jugava de defensa central, fou capità del BM Granollers on jugà durant els anys 40 i 50. La seva carrera fou paral·lela a la de Joan Barbany. Començà a jugar al Frente de Juventudes de Granollers, jugant més tard al FC Barcelona on guanyà els campionats d'Espanya i Catalunya d'handbol a onze els anys 1947 i 1949. Després retornà a Granollers on jugà al BM Granollers i repetí ambdós títols els anys 1956 i 1959. Se li concedí la Medalla al Mèrit Esportiu l'any 1956. L'any 1972 fou elegit president del BM Granollers.

## Trajectòria
- FJ Granollers
- FC Barcelona
- BM Granollers

## Palmarès
- Handbol a 11
  - 4 Campionat d'Espanya d'handbol a onze: 1946-47, 1948-49, 1955-56 i 1958-59
  - 4 Campionat de Catalunya d'handbol a onze: 1946-47, 1948-49, 1955-56 i 1958-59
- Handbol a 7
  - 6 Lligues espanyoles: 1955-56, 1956-57, 1957-58, 1958-59, 1960-61 i 1961-62
  - 1 Copa espanyola: 1957-58